# Луїз Ернстедт
Луїз Ернстедт (дан. Louise Ørnstedt, 23 березня 1985) — данська плавчиня.
Учасниця Олімпійських Ігор 2000, 2004 років.
Призерка Чемпіонату світу з водних видів спорту 2003 року.
Призерка Чемпіонату Європи з водних видів спорту 2000 року.
Чемпіонка Європи з плавання на короткій воді 2004, 2005 років, призерка 2003 року.